# Laboratoire sciences et société, historicité, éducations, pratiques
Le laboratoire sciences et société, historicité, éducations, pratiques (S2HEP) est est sous la tutelle de l'université Claude-Bernard-Lyon-I. C'est un laboratoire interdisciplinaire regroupant didacticiens, historiens, philosophes, sociologues, anthropologues des sciences et spécialistes des sciences de l'information et de la communication.
Les membres du laboratoire sont présents sur quatre cites dans la métropole de Lyon : la Pagode (campus scientifique de la Doua, Villeurbanne), l'IFE (ENS de Lyon, Gerland, site Descartes), le collège des humanités et sciences sociales (CHUSS), de l'université Claude-Bernard-Lyon-I (faculté de médecine Lyon-Est) et le centre des humanités de l'INSA Lyon.
Le projet scientifique du laboratoire s'organise autour de deux thèmes : 
- savoirs et dispositifs pour l'enseignement, la formation et la médiation en sciences ;
- dynamique de construction des savoirs, des pratiques et de l'innovation en sciences, techniques et santé.